# 八尾市立山本小学校
八尾市立山本小学校（やおしりつ やまもと しょうがっこう）は、大阪府八尾市にある公立小学校。
すぐ東側を玉串川が流れており、春になると両岸の桜が満開となる。 歴史が長い分、特に戦前には校舎の移転を繰り返している。
2011年8月に新校舎が完成、改修工事終了し、
新校舎の５色の柱は
青は海や空の色（雄大さや豊かさ）、
赤は太陽の色（情熱や意欲）、
黄は月や星の色（優しさや夢）、
緑は森や草木の色（生命誕生）、
橙は暖炉の色（人の温かさ）を表現している。
2013年には創立80周年記念式典も行った。

## 沿革
- 1873年（明治6年）6月26日 - 河内第四十一番小学校として、山本新田住友会所内（山本新田1番地）に設立（創設）
- 1875年（明治8年） - 万願寺小学に改称
- 1879年（明治12年）9月 - 万願寺小学校に改称
- 1880年（明治13年） - 山本小学校に改称
- 1890年（明治23年）4月 - 八尾尋常小学校山本分校に改称、小阪合55番地（現：西山本町2-2あたり）に移る。
- 1892年（明治25年）12月 - 八尾尋常小学校より分離し、中河内郡小阪合尋常小学校に改称、小阪合140番地（現：山本町一丁目公園）に移る。
- 1933年（昭和8年）8月 - 中河内郡八尾第二尋常小学校に改称
- 1933年（昭和8年）9月22日 - 山本601番地（現在地）に新校舎落成（本校創立記念日）とする
- 1934年（昭和9年）9月21日 - 室戸台風による暴風雨により校舎が倒壊[1]
- 1941年（昭和16年）4月 - 国民学校令の実施に従い、中河内郡八尾東部国民学校に改称
- 1948年（昭和23年）4月 - 市制実施に従い、八尾市立山本小学校に改称
- 1956年（昭和31年）4月 - 従来の校区の一部を、新設の八尾市立北山本小学校校区へ分離
- 1957年（昭和32年）4月 - 八尾市立南山本小学校を分離
- 1961年（昭和36年）3月 - プール設置
- 1969年（昭和44年）4月 - 従来の校区の一部を、新設の八尾市立長池小学校校区へ分離
- 1969年（昭和44年）12月 - 同和教育研究学校として、研究発表を行う
- 1971年（昭和46年）3月 - 八尾市立東山本小学校を分離
- 1975年（昭和50年）4月 - 八尾市立西山本小学校を分離
- 1979年（昭和54年）3月 - 北校舎（鉄筋4階建て）落成
- 1981年（昭和56年）3月 - 体育館落成
- 1982年（昭和57年）4月 - 大阪府教育委員会の「健康教育」の研究学校として委嘱される
- 1983年（昭和58年）11月 - 創立50周年記念式典が行われる
- 1987年（昭和62年）3月 - 校舎改修工事（北棟1階を山本幼稚園保育室に）
- 1990年（平成2年）11月 - 学校給食優良校として文部大臣より表彰される
- 1993年（平成5年）10月 - 創立60周年記念行事として、マリスト国際学校と交流する
- 1995年（平成7年）8月 - 運動場改修工事（建設省河川部事業）完了　運動場南側防球ネット設置
- 1996年（平成8年）3月 - プール改修完了
- 1997年（平成9年）3月 - 噴水を設置
- 1999年（平成11年）12月 - 南校舎屋上シート全面改修工事
- 2001年（平成13年）7月 - 正門・北門にインターホン設置
- 2011年（平成23年）10月 - 新校舎完成

## 教育目標
- 「人権尊重の精神を基本に、一人ひとりの子ども達を大切にする教育」を推進する。

## 交通
- 近鉄大阪線 河内山本駅 から北へ徒歩約10分。
- 近鉄バス 山本小学校前停留所下車すぐ